# Wheelin' and Dealin'
Wheelin' & Dealin' è un album discografico di musica jazz accreditato alla Prestige All Stars Band, e cioè John Coltrane, Frank Wess e altri musicisti jazz che erano all'epoca sotto contratto con la Prestige.

## Il disco
Il disco venne originariamente pubblicato nel 1958 (num. cat. PRLP 7131), e successivamente ristampato dall'etichetta New Jazz Records nel 1964 (num. cat. NJLP 8327). La versione in compact disc aggiunge due tracce bonus non incluse nel vinile originale.

## Tracce
1. Things Ain't What They Used to Be (Mercer Ellington, Ted Parsons) — 8:27
2. Wheelin' (Take 2) — 11:22
3. Wheelin' (Take 1) — 10:25 Bonus track ristampa in CD
4. Robin's Nest — 15:33
5. Dealin' (Take 2) — 10:16
6. Dealin' (Take 1) — 9:59 Bonus track ristampa in CD

## Formazione
- John Coltrane — sax tenore
- Paul Quinichette — sax tenore
- Frank Wess — sax tenore, flauto
- Mal Waldron — pianoforte
- Doug Watkins — contrabbasso
- Art Taylor — batteria